# Війна в Інгушетії
Повстання в Інгушетії почалася в 2007 році як ескалація повстання в Інгушетії, пов'язаного з російською окупацією Чеченської Республіки Ічкерії. Місцеві правозахисники та опозиційні політики охарактеризували конфлікт як громадянську війну; інші назвали це повстанням. До середини 2009 року Інгушетія обігнала Чечню як найжорстокіша з республік Північного Кавказу. Однак до 2015 року повстання в Республіці значно ослабло, а кількість жертв суттєво знизилася за наступні роки.

## Історія
26 липня 2007 року в Інгушетії була розпочата масштабна операція з безпеки, включаючи замах на президента Мурата Зязікова п’ятьма днями раніше. Москва направила додатково 2500 військовослужбовців МВС, що майже втричі збільшило кількість спецназу в Інгушетії. Протягом наступних кількох днів сотні чоловіків були схоплені під час зачисток, а кілька офіцерів безпеки були вбиті та поранені в результаті триваючих нападів. До жовтня 2007 року міліції та силовикам Інгушетії було видано наказ припинити інформування ЗМІ про будь-які «інциденти терористичного характеру».
У 2008 році під час утримання під вартою був убитий Магомед Євлоєв, власник критичного опозиційного сайту Ingushetia.ru.
Президента російської окупаційноЇ влади Мурат Зязіков, колишного генерала КДБ попросили піти у відставку. 30 жовтня 2008 року президент Росії Дмитро Медведєв підписав указ про звільнення Зязікова з посади і заміну його підполковником Юнус-беком Євкуровим.
За даними окупаційних російських поліцейських джерел, майже 50 осіб (у тому числі 27 повстанців, 18 поліцейських і двоє цивільних) загинули в майже щоденних сутичках за перші три місяці 2009 року. 10 червня 2009 року заступницю голови Верховного суду Інгушетії Азу Газгірєєву застрелили, а 13 червня біля свого будинку застрелили колишнього віце-прем'єр-міністра Башира Аушева .  У жовтні 2010 року інгушське відділення ісламістського угруповання «Емірат Кавказ» оголосило мораторій на вбивство поліцейських; за словами президента Євкурова, за п’ять років до 2 жовтня 2010 року в Інгушетії було вбито 400 поліцейських.
Після 2010 року рівень насильства в Інгушетії почав знижуватися, ця тенденція продовжувалася, при цьому загальна кількість жертв в республіці знизилася більш ніж на 60 відсотків з 2013 по 2014 рік. У 2014 році ватажок повстанців Артур Гетагажев був убитий силовиками. У середині 2015 року Євкуров заявив, що повстання проти окупації в республіці було «розгромлено». Він сказав, що 80 бійців з угруповання здали себе та були амністовані, а кількість активних повстанців, що залишилися, значно скоротилася.